# سارا الکساندر
 سارا الکساندر (انگلیسی: Sarah Alexander؛ زادهٔ ۳ ژانویهٔ ۱۹۷۱) یک هنرپیشه اهل انگلستان است. وی از سال ۱۹۸۹ میلادی تاکنون مشغول فعالیت بوده‌است.
از فیلم‌ها یا برنامه‌های تلویزیونی که وی در آن نقش داشته است می‌توان به گرد ستاره و من هرگز نمی‌تونم همسر تو باشم اشاره کرد.